# 青年イタリア

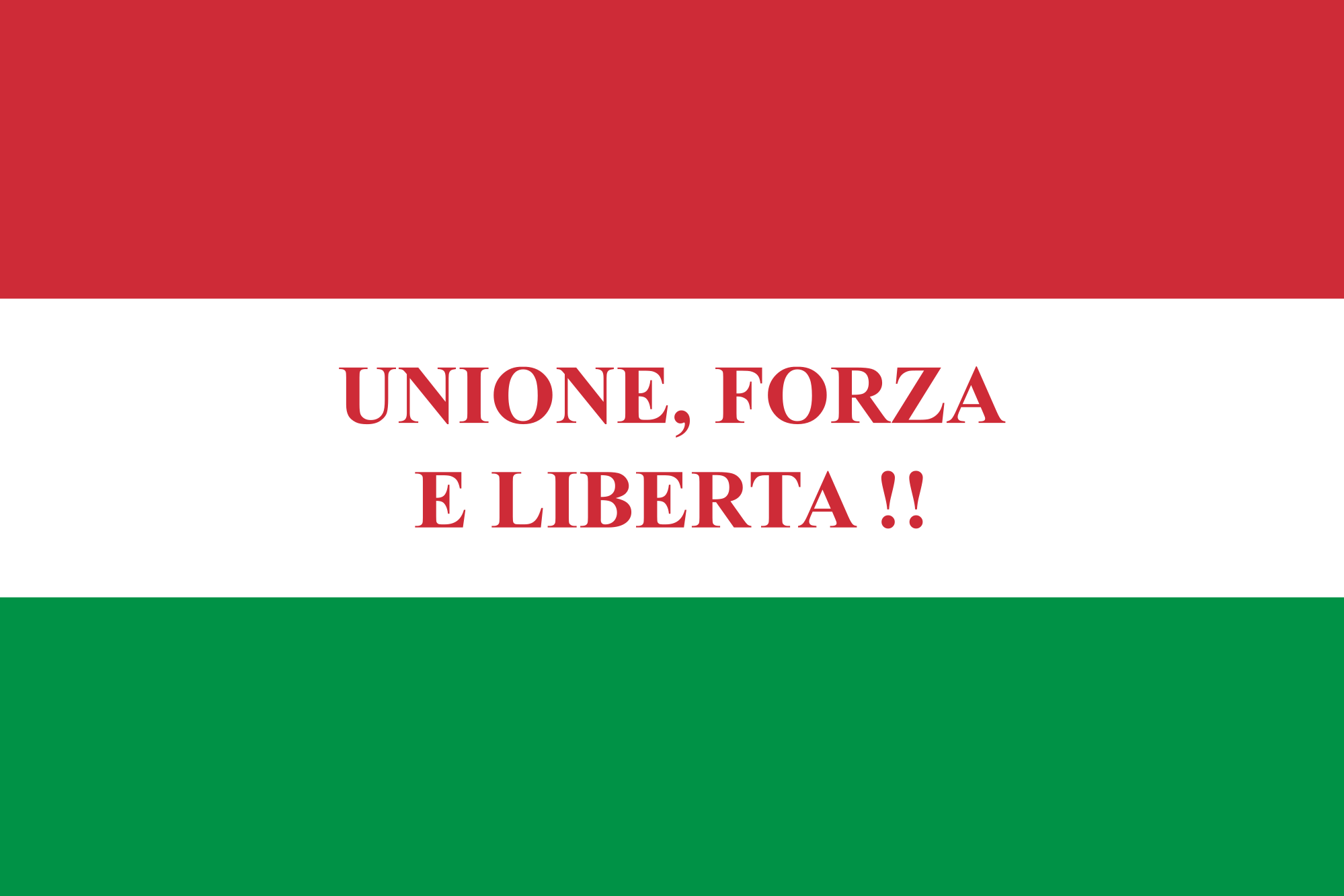

青年イタリア（せいねんイタリア）、青年イタリア党、あるいはジョーヴィネ・イタリア（イタリア語: Giovine Italia）は、1831年にジュゼッペ・マッツィーニが結成した政治結社である。カルボナリ衰退後のイタリア統一運動の中心を担い、共和主義によるイタリア統一を企てて反乱を繰り返したが、弾圧を受けて凋落した。

## 背景
19世紀初頭のイタリアでは、サルデーニャ王国や両シチリア王国、教皇領、トスカーナ大公国などの国家群が並立していた。人民の中からは、これらの国家を統一せんとする声が高まり、およそ半世紀にわたる統一運動「イタリア統一運動 (Risorgimento) 」が展開された。
1806年頃に興った秘密結社「カルボナリ (Carbonari) 」は、初期リソルジメントを代表する存在であった。カルボナリは急進的な立憲主義を奉じ、瞬く間に勢力を拡大させた。1820年にナポリ近郊の都市ノーラで蜂起したカルボナリは、両シチリア王フェルディナンド1世 (Ferdinando I) に対して憲法の制定を要求し、これを実現させた。翌1821年、ピエモンテ州の州都トリノでも反乱を起こし、革命政府を樹立した。しかし、オーストリア軍の介入によりいずれも虚しく瓦解した。
青年イタリアの創設者ジュゼッペ・マッツィーニ (Giuseppe Mazzini) は、このカルボナリの党員であった。

## 結成
ロマン主義思想の影響を強く受け、民族復興への思いをたぎらせていたマッツィーニは、ジェノヴァ大学を卒業したのちにカルボナリの運動に身を投じた。自前の組織を持つことのできなかった若きマッツィーニは、当時最も勢いのある革命的結社であったカルボナリに期待を寄せたが、入党当初から組織運営に対する不満を持っていた。
イルミナティ (Illuminati) など他の有力団体と同様に、カルボナリは神秘主義的な儀式や格式ばった位階制を採用しており、中央の指導部が発する指令は末端の党員には断片的にしか伝えられなかった。また、カルボナリは農地均分制に基づく平等な民主国家の樹立を目標にしていたとされるが、そのような根本目的すら大半の党員には明かされなかった。そもそも彼らが目指す「国家」とは連邦国家なのか統一国家なのか、その政体は共和制なのか王制なのか。こうした点も明確ではなかった。
あまつさえマッツィーニは1830年末、自身の入党式を執行したライモンド・ドーリア侯の裏切りによって捕縛され、サヴォーナでの獄中生活を余儀なくされたのである。ここに至ってマッツィーニは、ついにカルボナリを見限った。
釈放後フランスに亡命したマッツィーニは1831年4月、マルセイユに居を定め、同地で知遇を得た亡命仲間らと共に、新たな団体を組織した。これが「青年イタリア」である。

## 思想
上述の通り、カルボナリの秘密主義に不満を抱いていたマッツィーニは、運動は上層部のみの意思によらず、国民的決起を目指して行われねばならないとの反省に立ち、「イタリアが1つの国民たるべく運命付けられていることを確信するイタリア人の友愛団体」として青年イタリアを結成した。ダンテやマキャヴェリ、サン・シモン、バイロン、コンドルセらの影響を反映した彼の思想は、「ローマ復興理想と空想的社会主義との奇妙な混合」と呼ばれた。
マッツィーニによれば、人類の集団的救済を目指す新宗教におけるメシアは、一個人ではなく集団であることが求められ、イタリア民族こそ神に選ばれたメシア集団であるという。
かつて「皇帝のローマ」は果敢な行動によりヨーロッパに大帝国を築き上げ、「教皇のローマ」は欧米を精神面で統一した。現在求められているのは、行動と精神とを結び付ける「人民のローマ」による世界の統一である。この使命を神から受けたイタリア民族は、メシアたるにふさわしい存在とならねばならない。そのために、まず「イタリアをオーストリアと専制政治とから解放して、進歩と自由を享受する統一共和国を創造」して全国民の団結を図る必要がある。マッツィーニはその手段として、ゲリラ戦の重要性を強調した。
なお、ゲリラ戦に関するマッツィーニの主張は、カルロ・アンジェロ・ビアンコ （Carlo Angelo Bianco、1795年 – 1843年）の持論を下敷きにしているとみられる。ピエモンテやスペイン、ギリシアでの革命に参加した経験を持つビアンコは、ゲリラ戦を革命の要諦と位置付けた。マッツィーニは亡命先のマルセイユでビアンコと出会い、彼の主導する秘密結社「アポファジーメニ（「自暴自棄になった人」「決死隊」の意）」に加入した。マッツィーニはのちに、ビアンコを青年イタリアの最高幹部の一員として迎えている。
マッツィーニはこの信念を「青年イタリア加盟者に対する一般的教示」で明らかにすると共に、機関誌『青年イタリア (La Giovine Italia) 』やパンフレットを用いて宣伝に努めた。

## 組織
マッツィーニは「一般的教示」において青年イタリアを、「秘密結社の一分派でも政党でもなく、1つの信仰、1つの使徒職」たるべき存在であると規定した。同時に、青年イタリアは友愛団体であり、そこには位階制も象徴も存在しないとされた。
しかし組織の運営上、各細胞を束ねる指導部が影響力を行使する必要性は避けられず、階層構造が形成された。具体的には最高指導者マッツィーニを頂点に、彼やビアンコら数名からなる中央指導部「コングレーガ・チェントラーレ (congrega centrale) 」が地方ごとに3名ずつのコングレーガを設置させ、さらに地方のコングレーガが都市ごとの指導者を任命した。また、「自由」「平等」「人道」「統一」「独立」と書かれた白・赤・緑の三色旗が組織の象徴とされた。
党員は原則として40歳以下の者とされ、全員が本名を秘匿して活動した。党員の偽名にはイタリア史上の人物名が選ばれ、マッツィーニはフィリッポ・ストロッツィ（Filippo Strozzi：メディチ家に反抗した銀行家）を名乗った。
以上のような特徴がみられることから、青年イタリアは通常、秘密結社として扱われている。

## 組織名
組織名「青年イタリア」の「青年」と「イタリア」の二つの言葉には「進歩の一つの形式、一つの思想、未来の一つの信仰」が込められていた。マッツィーニにおいて、「青年」はたんに若い世代を指すのではない。そこには、フランス革命の理念から抜け出せない「古い世代」への強い批判が込められている。「どん底まで落ちた（イタリア）民族を再生することのできない古い体制」に固執する「過去の人々」の「古い」世代は、イタリアの革命を指導したカルボネリーアを指していた。
マッツィーニは、「過去の人々」からの離脱を決然と表明し、道徳的な行動と社会的連帯にもとづくイタリアの再生の推進力として、「青年」を対置した。

## 沿革

### 書簡
青年イタリア結成に先立ち、マッツィーニはサルデーニャ王に即位したばかりのカルロ・アルベルト (Carlo Alberto) に公開書簡を送り、イタリア統一に向けて決起するよう促した。
1821年にカルボナリがトリノで蜂起した際、サルデーニャ王子であったカルロ・アルベルトは革命政府の摂政に就任した。アルベルトは決起を指導した高級将校らと親交があり、また摂政就任後には憲法制定を確約した。さらに、イタリアを脅かすオーストリアに彼が強く反発していることは周知の事実であった。こうしたことから、アルベルトは革新的君主と目されていた。
しかし、宮廷内は保守勢力が多くを占めており、必ずしもアルベルトの意のままに動くわけではなかった。また、サルデーニャは隣国フランスへの対抗措置として、オーストリアとの相互防衛に向けた交渉を進めていた。結局アルベルトは、差出人に対する逮捕命令を下した。この命令は、アルベルトが反動君主に堕したと人々に思わせるに充分であった。
書簡の主がマッツィーニなる若き弁護士であることはすぐに知れ渡り、彼が結成に向け奔走していた青年イタリアにも、にわかに注目が集まった。

### 台頭
青年イタリアは、その名の通り青年層に対して自らの主張を訴求した。識字率が未だ低い水準に留まっていた当時にあっては、その影響は限られていたとみられるが、情熱的に救済を説くその主張は、革新的な青年らの支持を集めた。ジュゼッペ・ガリバルディ (Giuseppe Garibaldi) もそのうちの1人である。
青年イタリアが結成された1831年は、カルボナリが最後の光芒を放っていた頃であり、青年イタリアは挫折したカルボナリの残党を吸収して規模を拡大した。イタリアにおける拠点は、マッツィーニの盟友ヤーコポ・ルッフィーニ（Jacopo Ruffini、1805年 - 1833年）とその弟ジョヴァンニ（Giovanni Ruffini、1807年 - 1881年）、アゴスティーノ（Agostino Ruffini、1812年 - 1855年）らによってジェノヴァに設置され、その後北部・中部イタリアに波及した。また、青年イタリアと緊密な関係にあったアポファジーメニがこれに合流した。
青年イタリアは、フィリッポ・ブオナローティ (Filippo-Michele Buonarroti) の率いる一派とも提携した。
ブオナローティは、いわゆるバブーフの陰謀をはじめとする多くの革命運動を主導し、「革命の長老」とされた人物である。マッツィーニと知り合ったとき、ブオナローティは既に70歳を超えていたが、なおも革命にかける情熱を失っていなかった。運動の大勢が連邦制や立憲君主制に傾いてゆくさまに反発したブオナローティは、わずかな同志と共に「真のイタリア人協会」を組織した。
理想社会の具現のためには一種共産主義的な独裁政権期を経る必要があると考えるブオナローティと、主権在民の原則や議会主義を重んずるマッツィーニとの間には根本的な相違があったものの、共に共和制による平等社会の樹立を図る青年イタリアと真のイタリア人協会は1832年、協力関係を樹立した。
こうして党勢を伸張させた青年イタリアは、1833年には6万の党員を抱えたといわれている。しかし、イタリア統一を「神託」とする宗教的言辞や、信仰への没入を要求する姿勢は、幅広い支持を集めるには至らなかった。一般大衆への浸透を意図したにも拘らず、その活動は一部青年による暴走の域を出なかった。

### 蜂起
マッツィーニは、サルデーニャ領のジェノヴァやトリノの部隊に蜂起を働きかけたが、1833年4月に発覚した。蜂起の準備を取り仕切っていたヤーコポ・ルッフィーニを含む67名が逮捕され、うち12名が銃殺刑に処せられた。マッツィーニら14名には欠席裁判で死刑判決が下され、ルッフィーニは獄中で自決した。
スイスのジュネーヴに逃れたマッツィーニは、亡命した運動家らを糾合してフランスやスイスからサヴォイアへ侵攻させようとした。これと同時に、再びジェノヴァで革命の狼煙を上げ、周辺地域に拡大させることを図った。しかし、当初の予定では1,000人程度とされた部隊の人数は、実際には200名余りに留まった。多くは失望して部隊を去り、そうとは知らぬ一部の者はサルデーニャの憲兵隊の前に大敗を喫した。
こうして、蜂起の計画はいずれも失敗した。青年イタリアの栄光は、わずか3年で終わりを告げたのである。

### 衰退
蜂起の失敗は、マッツィーニとブオナローティとの関係に深刻な影響を及ぼした。
上述の通り、両者の構想には大きな隔たりがあり、提携当初から瓦解の危険性を孕んでいた。1833年発行の『青年イタリア』誌にブオナローティが論文を寄せた際には、マッツィーニはこれを批判する注釈を加えた。これにより、両者間の溝はいよいよ明らかになった。
また、イタリア革命をフランスの共和革命を中心とするヨーロッパの国際革命の一環と捉えるブオナローティは、マッツィーニが企図する独自の蜂起に強く反対しており、サヴォイア遠征の際には、参加せぬよう部下らに命じた。マッツィーニは計画失敗の責任をブオナローティに帰し、ブオナローティはマッツィーニの無謀な計画を批判した。ついに決裂した両派は、共に衰退の道を辿った。
イタリア諸邦政府は革新主義者らに対する激しい弾圧を加え、リソルジメントは停滞する。ブオナローティは1837年9月、パリで息を引き取った。ジュネーヴでの困窮の中、マッツィーニは青年ヨーロッパや青年スイスなどの組織活動を続けるが、スイスからも退去を命ぜられ、ロンドンへ亡命した。

## その後
マッツィーニはロンドンにおけるチャーティズムの実態と、イタリアから来た出稼ぎ労働者の惨状を目の当たりにした。労働者の取り込みに失敗した青年イタリアの前例を反省したマッツィーニは1840年、ロンドンで「イタリア労働者連合 (Unione degli Operai Italiani) 」を組織し、機関紙『民衆宣教 (Apostolato Popolare) 』を発刊して青年イタリアの再興を図った。しかしこのときも、彼の理想は一般の共感を獲得するには至らなかった。
この頃マッツィーニは、冒険主義的な蜂起は効果が無いと考えるようになったようである。「イタリア軍団 (Legione Italica) 」がロマーニャで蜂起する際、首領ニコラ・ファブリーツィ（Nicola Fabrizi、1804年 – 1885年）から協力を求められたマッツィーニは、計画を中止するよう諭した。アッティーリオ・バンディエーラ（Attilio Bandiera、1810年 – 1844年）とその弟エミリオ（Emilio Bandiera、1819年 – 1844年）による南イタリア遠征にも、彼は強く反対している。
しかし彼らは、マッツィーニの制止にも拘らず計画を実行に移し、あえなく失敗した。彼らの行動はマッツィーニの指揮下になされたものと解され、青年イタリアは「無謀な蜂起で多くの若い命を死に至らしめた」として批判に晒された。
1848年革命に端を発する混乱の中、教皇ピウス9世はローマを脱出した。翌1849年2月9日、マッツィーニはアウレリオ・サッフィ (Aurelio Saffi) らと共にローマ共和国 (Repubblica Romana) を樹立し、イタリア統一のための憲法会議を開催するよう呼び掛けたが、侵攻してきたフランス軍に敗れ、同年7月に倒れた。
以後マッツィーニの勢力は、漸進的な改革を主張するカミッロ・カヴールら立憲君主主義勢力に主導権を奪われ、また、盛り上がりを見せつつあった社会主義勢力に押されて、次第に退潮した。だがそれでも独自の勢力として残存し、のちのイタリア共和党の源流となった。

## 註
1. ↑  日本大百科全書(ニッポニカ)『青年イタリア党』 - コトバンク
2. ↑  ライモンド・ドーリア侯は、カルボナリのスペイン支部で絶大な影響力を振るっていた人物である。マッツィーニは彼に命じられ、カルボナリへの入党志願者へ入党の儀式を執り行ったが、このとき既にライモンド・ドーリア侯は警察側に寝返っており、「志願者」は警察の手の者であった。入党式の数日後、マッツィーニは一部の同志と共に逮捕された。
3. ↑  藤澤房俊『「イタリア」誕生の物語』講談社選書メチエ、2012年8月10日。
4. ↑  革命の旗手として王を戴くとするこの書簡は、共和制を志向する青年イタリアの行動原理と矛盾するが、マッツィーニはのちに、「書簡はアルベルトに対する人々の幻想を破壊するために書いたに過ぎず、アルベルトが反発するであろうことは承知の上であった」と述べている。しかし、兵力を与えてくれるならば王制を受け入れてもよいとする手紙も残されており、アルベルトにわずかながら期待をしているようにもとれる。マッツィーニの真意がどこにあるのかについては、現在に至るまで様々な憶測がなされている。
5. ↑  モデナのカルボナリを率いる豪商チーロ・メノッティ（Ciro Menotti、1798年 – 1831年）は、1831年2月に武装蜂起を企てたが、オーストリア軍の前に敗れ去った。助力を期待していたモデナ公フランチェスコ4世 (Francesco IV) の裏切りに遭ってメノッティは捕らえられ、モデナで処刑された。ボローニャやパルマでも同様に蜂起がなされたが、やはりオーストリア軍に鎮圧された。以後、カルボナリは解体へと向かい、青年イタリアに取って代わられた。

## 年表
- 1827年　マッツィーニ、カルボナリに入党
- 1830年　マッツィーニ逮捕、サヴォーナの要塞に投獄される
- 1831年
  - カルボナリがボローニャ、モデナ、パルマなどで蜂起。いずれも鎮圧
  - 4月　マッツィーニ、マルセイユに亡命。秘密結社アポファジーメニに加入
  - 6月　カルロ・アルベルトに公開書簡を送付。「青年イタリア加盟者に対する一般的教示」発表
  - 12月　青年イタリア結成
- 1832年
  - 3月1日　機関誌『青年イタリア』創刊
  - 4月　アポファジーメニを青年イタリアに吸収
  - 9月　真のイタリア人協会と協定を締結
- 1833年
  - 4月　蜂起の計画が発覚。欠席裁判で、マッツィーニに死刑判決
  - 6月　マッツィーニ、ジュネーヴへ亡命
  - 7月　真のイタリア人協会との関係決裂
- 1834年2月　サヴォイアへの侵攻計画に失敗
- 1837年
  - 1月12日　マッツィーニ、ロンドンに亡命
  - 9月16日　ブオナローティ死去
- 1840年
  - ロンドンでイタリア労働者連合を結成
  - 4月30日　マッツィーニ、青年イタリアの再建を宣言
  - 11月　イタリア労働者連合の機関紙『民衆宣教』を発刊
- 1841年　ルッフィーニ兄弟と決裂
- 1844年　バンディエーラ兄弟、南イタリア遠征計画に失敗。カラブリアで銃殺される
- 1849年2月9日　ローマ共和国建国。7月崩壊